# Daniel Riazat
Daniel Riazat, född 10 mars 1991 i Teheran i Iran, är en svensk politiker (vänsterpartist). Han är ordinarie riksdagsledamot sedan 2014, invald för Stockholms läns valkrets sedan 2022 och dessförinnan för Dalarnas läns valkrets.
Daniel Riazat var ledamot av kommunfullmäktige i Falun 2010–2014 och var ordförande för Vänsterpartiet i Dalarna 2012–2014. Han är utbildningspolitisk talesperson för Vänsterpartiet.

## Biografi

### Uppväxt
I Iran var Riazats föräldrar aktiva inom ett kommunistiskt parti. När familjen började få hembesök av säkerhetspoliser bestämde de sig för att fly för att undvika förföljelse. Riazat kom till Sverige 2000 tillsammans med sin syster och mor. Den 19 april 2004 fick familjen ett utvisningsbeslut men gick under jorden, varvid skolklasser engagerades och kampanjer fördes. Runt midsommar 2004 fick de uppehållstillstånd och strax därefter anlände Riazats far till Sverige.

### Utbildning
Riazat gick ut från naturvetenskapsprogrammet på Haraldsbogymnasiet 2010. Efter gymnasiet påbörjade han akademiska studier i statsvetenskap men slutförde dem aldrig.

### Politisk karriär
Under hösten 2010 blev Riazat invald som ledamot av kommunfullmäktige i Falun och blev ordförande i kommunens skolnämnd. Han valdes 2012 till distriktsordförande för Vänsterpartiet i Dalarna. Efter att han valdes in i Sveriges riksdag 2014 avsade han sig sin plats i kommunfullmäktige.
Riazat berättade 2021 att han avsåg att flytta till Stockholm och kandidera till riksdagen där istället för i Dalarna, bland annat därför att det tog energi att pendla till riksdagsuppdraget.

## Uppmärksammade händelser
Som ledamot av kommunfullmäktige i Falun blev Riazat 2012 misshandlad av nynazister i samband med en antirasistisk manifestation i Ludvika.
Riksdagsledamoten Riazat poserade med den terrorstämplade PKK:s flagga på Vänsterpartiets dag i Almedalen i juli 2022.
2024 hamnade han i konflikt med politikern Richard Jomshof efter att Riazat blivit nominerad till partiledare, där Jomshof uppmanade Riazat att "flytta från sverige" (i kommentar till en gammal nyhet då Raizat ville flytta från sin lägenhet, delvis för att han bodde i samma lägenhetshus som Mattias Karlsson). Riazat svarade med ”Jag förväntar mig såklart ingen ursäkt av nazister som Jomshof".